# Capitec Bank
Die Capitec Bank ist eine südafrikanische Bank mit Hauptsitz in Stellenbosch und eines der größten Kreditinstitute des Landes mit Kerngeschäft im Retail Banking. Die Bank wurde am 1. März 2001 gegründet und wird bereits seit 2002 an der Johannesburger Börse gelistet. Als eines der Unternehmen mit der größten Marktkapitalisierung in Südafrika ist die Capitec Bank Bestandteil des FTSE/JSE Top 40 Index. Landesweit werden über 820 Geschäftsstellen unterhalten.